# Elfriede Jelinek
Elfriede Jelinek (IPA: [ˀɛlˈfʀiːdɛ ˈjɛlinɛk], Ausztria, Mürzzuschlag, 1946. október 20. –) Nobel-díjas feminista osztrák írónő.

## Élete
Elfriede Jelinek egy cseh-zsidó származású kémikus és egy bécsi könyvelő gyermekeként született Stájerországban. Kolostori iskolában tanult, amely saját elmondása szerint meglehetősen korlátozta őt, majd 13 évesen felvették a bécsi konzervatóriumba. Számos hangszeren tanult játszani (orgona, zongora, blockflöte).
Az érettségit követően idegösszeroppanást kapott, ennek ellenére néhány félév erejéig művészettörténetet és színháztudományt tanult a Bécsi Egyetemen. Szorongásai miatt 1967-ben félbehagyta az egyetemet, és egy évig teljes elszigeteltségben otthon élt. Ez idő tájt kezdett el írni; első versei különböző folyóiratokban, valamint első verseskötetében (Lisas Schatten) jelentek meg. Első regénye (bukolit) már 1968-ban megszületett, de csak 1979-ben jelent meg nyomtatásban.
Édesapja, Friedrich az ötvenes évektől kezdve szintén lelki betegségben szenvedett, majd a hatvanas évektől egyre zavarodottabb elmeállapotban zömében otthon tartózkodott. 1972-ben egy pszichiátrián hunyt el.
Elfriede Jelinek 1974-ben belépett az Osztrák Kommunista Pártba (KPÖ), amelyet különböző kulturális rendezvényeken és a választási kampányban is segített, és amelynek egészen 1991-ig tagja volt.
Szintén 1974-ben férjhez ment Gottfried Hüngsberghez, aki ez idő tájt filmzenéket írt, de a hetvenes évek közepétől kezdve informatikusként dolgozott Münchenben. Jelinek a házasságkötést követően felváltva tartózkodott Bécsben és Münchenben.
A hetvenes évektől kezdve francia, angol és amerikai szerzők műveit fordította németre. 1983-ban jelent meg A zongoratanárnő (Die Klavierspielerin) című híres regénye, amellyel széles ismertséget szerzett, és amelyből évtizedekkel később film is készült.
Az 1989-ben kiadott, nagy vitákat kiváltó Kéj (Lust) című művében a nyolcvanas évek feminista pornográfiai vitájával foglalkozik.
1995-ben jelent meg fő műve, A holtak gyermekei (Die Kinder der Toten) az elfojtás Ausztriájáról. A regény a náci időszak feldolgozatlanságának és bevallatlanságának felkavaróan provokatív emlékműve. A művészi ábrázolás a szarkasztikus realizmustól kezdve a szürreális apokaliptikáig ível, felvonultatva Jelinek valamennyi nagy témáját (holokauszt, természetrombolás, patriarchális erőszakkultúra).
1991-ben kilépett a Kommunista Pártból, majd 1995-ben visszavonul az osztrák közélettől és megtiltotta színpadi műveinek műsorra tűzését a Staatstheaterben, miután a Raststätte című színdarab a Kéjhez hasonló vitákat váltott ki és személyes támadások is érték.
Az elkövetkező időben folyamatosan aktuális, nagy port felverő, gyakran politikai témákhoz nyúlt: darabjaiban szót emel többek között Jörg Haider vitatott osztrák politikus és az iraki háború ellen is. Rajongói nyelvművészként, szókimondó, semmitől sem visszariadó zseniként tisztelik, míg ellenzői obszcén, a saját országát gyalázó ("Nestbeschmutzer"), túlbecsült firkászt látnak benne.
2004-ben Jelinek kapta az irodalmi Nobel-díjat, első osztrák íróként, ami még rajongóit és tisztelőit is meglepte. A bizottság a díjjal mind műveinek társadalmi kliséket és abszurditásokat feltáró jellegét, mind pedig nyelvezetének szenvedélyét elismerte. Egyes akadémiai tagok kilépésükkel demonstráltak a szerintük helytelen döntés ellen. 2005-ben Knut Ahnlund tiltakozásképp elhagyta a Svéd Akadémiát, Jelinek műveit "élvezhetetlen, közönséges pornográfia"-ként írva le.
Jelinek a bejelentést követően kettős érzéseinek adott hangot: egyrészt felettébb örült az elismerésnek, másrészt aggodalmát fejezte ki, hogy így még ismertebb lesz és ez megnehezítheti további életét. Azt is felvetette, hogy esetleg csak azért kapta a díjat, mert nő – úgy gondolta ugyanis, hogy a német nyelvű szerzők közül az általa "élő klasszikus"-nak tartott szintén osztrák Peter Handke sokkal inkább megérdemelte volna az elismerést.
A díjat szorongásai miatt nem személyesen vette át, csupán egy videó-üzenet formájában köszöntötte a Stockholmban egybegyűlteket.

## Magyarul megjelent művei
- A zongoratanárnő; ford. Lőrinczy Attila; Ab Ovo, Bp., 1997 ISBN 963-7853-64-2
- Kis csukák. Regény; ford. Tandori Dezső; Ab Ovo, Bp., 1998 ISBN 963-7853-68-5
- Kéj; ford. Tandori Dezső; Ab Ovo, Bp., 2005 ISBN 963-9378-37-2
- Egy sportdarab; ford. Tandori Dezső; Ab Ovo, Bp., 2006 ISBN 963-9378-53-4
- Pihenő. Színmű; előszó, ford. Halasi Zoltán (2006)
- Rohonc. Színmű. ford. Halasi Zoltán (húzott változat 2009)
- Kézimunka. Színmű ford. Halasi Zoltán (2011)
- Árnyék. Színmű előszó, ford. Halasi Zoltán (2015)
- Téli utazás. Színmű; ford., előszó, jegyz. Halasi Zoltán; L'Harmattan, Bp., 2017 (Világszép irodalom)
- Düh. Színmű; ford. előszó, jegyz. Halasi Zoltán; L'Harmattan, Bp., 2019 (Világszép irodalom)

## Fontosabb díjai
- Heinrich Böll-díj (1989)
- Büchner-díj (1998)
- Düsseldorf városának Heinrich Heine-díja (2002)
- Irodalmi Nobel-díj (2004)